# Люблин (дистрикт)
Дистрикт Люблин (нем. Distrikt Lublin, пол. Dystrykt lubelski) — административно-территориальная единица в составе Генерал-губернаторства, части оккупированной Польши во время Второй мировой войны. Образован 26 октября 1939 года, прекратил существование 25 июля 1944 года после наступления Красной армии.
Столица дистрикта находилась в Люблине.

## Губернаторы
- Фридрих Шмидт
- Эрнст Цёрнер
- Рихард Вендлер

## Деление
Дистрикт подразделялся на один городской округ (нем. Stadtkreise), Люблин, и 10 повятов.